# Chinatsu Akasaki
Chinatsu Akasaki (赤﨑 千夏 Akasaki Chinatsu?) es una seiyu japonesa nacida el 10 de agosto de 1987.

## Filmografía

### Anime
2010
- Shimajirō HESOKA – Nacchi

2011
- Shimajirō HESOKA – Señora Shikako
- Sacred Seven – Nanami Akasaki
- Hōrō Musuko – Tsuchiya
- Mashiroiro Symphony – Itsuki Asakura

2012
- Kill Me Baby – Yasuna Oribe
- Smile PreCure! – Haru Midorikawa, Runa Terada, Mayu Okada y Mayumi Kisumi
- Senki Zesshō Symphogear – Yumi Itaba
- High School DxD – Ile y Nel
- Mōretsu Uchū Kaizoku – Maki Harada
- Rinne no Lagrange – Kokoro Sagishima, Chiharu Arisato, Yuria Sogabe, Nami Senjō
- Chūnibyō Demo Koi ga Shitai! – Shinka Nibutani

2013
- Ore no Kanojo to Osananajimi ga Shuraba Sugiru – Chiwa Harusaki
- Toaru Kagaku no Railgun S – Saiai Kinuhata
- Love Lab – Natsuo Maki
- Fantasista Doll – Shimeji
- Pokémon XY  – Enfermera Joy
- Gingitsune – Yumi Ikegami
- Hyakka Ryōran Samurai Bride - Sasuke Sarutobi

2014
- Chūnibyō Demo Koi ga Shitai! Ren – Shinka Nibutani
- Selector Infected WIXOSS – Akira Aoi[1]
- Himegoto – Kaguya Arikawa
- Ore, Tsuintēru ni Narimasu – Erina Shindō
- PriPara – Falulu
- Trinity Seven – Ilia

2015
- Shokugeki no Sōma – Alice Nakiri
- Dungeon ni Deai o Motomeru no wa Machigatteiru Darō ka? – Yamato Mikoto
- Plastic Memories – Michiru Kinushima
- Saenai Heroine no Sodatekata – Izumi Hashima
- Idolmaster Cinderella Girls – Akane Hino
- Idolmaster Cinderella Girls 2.ª Temporada @– Akane Hino
- Gakusen Toshi Asterisk – Ernesta Kuhne

2016
- Boku Dake ga Inai Machi – Airi Katagiri
- Masō Gakuen H x H - Yurishia Farandole
- Re:Zero kara Hajimeru Isekai Seikatsu - Felt

2017
- Fate/Apocrypha - Fiore Forvedge Yggdmillennia
- Isekai wa Smartphone to Tomo ni - Yae Kokonoe
- Ballroom e Yōkoso - Chinatsu Hiyama
- Shokugeki no Soma: Tercer Plato - Alice Nakiri

2018
- Dagashi Kashi 2 - Hajime Owari
- Killing Bites - Mai Shinozaki
- Sword Art Online Alternative Gun Gale Online - Fukaziroh
- Ore ga Suki nano wa Imōto dakedo Imōto ja nai - Ahegao W Peace Sensei
- Beelzebub-jō no Okinimesu Mama. - Eurínome

2019
- Boogiepop and Others  - Hinako
- Isekai Quartet - Felt
- Granbelm - Rosa
- Joshi Kōsei no Mudazukai - Nozomu «Baka» Tanaka
- DanMachi II - Mikoto Yamato
- Chūbyō Gekihatsu Boy - Mizuki Hijiri[2]

2020
- Boku no Tonari ni Ankoku Hakaishin ga Imasu. - Cerberus
- Drifting Dragons - Mayne

### OVA
- Nana to Kaoru – Yukari Mutsuki

### Videojuegos
- Genso Suikoden: Tsumugareshi Hyakunen no Toki – Efil, Nima[3]
- Higurashi no Naku Koro ni: Kizuna – Lúnula-Roble
- Girl Friend Beta – Akari Amari
- JoJo's Bizarre Adventure: Eyes of Heaven – Yukako Yamagishi
- Kantai Colection – Zara
- Honkai: Star Rail - Asta[4]
- Lilycle Rainbow Stage!!! - Kasugai Mio

### Audio Drama
- Watashi ga Motete Dōsunda – Shima Nishina[5]

### Doblaje
- iCarly